# Halo 5: Guardians
Halo 5: Guardians je střílečka z pohledu první osoby z roku 2015, kterou vyvinula společnost 343 Industries a vydala společnost Microsoft Studios. Celosvětově vyšla 27. října 2015 pro herní konzoli Xbox One.

## Příběh
Děj sleduje dva palebné týmy lidských supervojáků. Blue Team vede ústřední hrdina Master Chief a Fireteam Osiris vede Spartan Lock. Když se Blue Team dezertuje, aby vystopoval umělou inteligenci Cortanu, je zpochybněna loajalita Master Chiefa. Fireteam Osiris je následně vyslán, aby ho získal zpět.

## Hratelnost
Stejně jako Halo 4 využívá pro animace postav motion capture. Obsahuje nové schopnosti a návrhy postav, ale neobsahuje žádné offline možnosti ani LAN. Má herní engine, který škáluje rozlišení, aby udržel snímkovou frekvenci 60 snímků za sekundu.

## Vývoj
Společnost 343 Industries začala plánovat hru Halo 5 krátce po vydání jeho předchůdce Halo 4. Koncem roku 2012 si tým stanovil cíle hry, včetně větší kampaně a multiplayeru.

## Vydání
Hra byla oznámena na veletrhu E3 2013. Celosvětově vyšla 27. října 2015 pro herní konzoli Xbox One.
Hry se během tří měsíců prodalo pět milionů kusů a je druhou nejprodávanější hrou pro Xbox One. Po vydání získala pozitivní recenze od kritiků, kteří chválili její hratelnost, vizuální stránku, design úrovní a režimy pro více hráčů. Kampaň pro jednoho hráče se však setkala s rozporuplnými reakcemi, přičemž kritika směřovala k příběhu a závěru hry.

### Pokračování
Pokračování s názvem Halo Infinite vyšlo 8. prosince 2021.